# Wherebrug
De Wherebrug is een spoorbrug over het kanaal De Where in Purmerend en maakt deel van de Spoorlijn Zaandam - Enkhuizen. De brug bestaat uit een beweegbaar deel, een ophaalbrug, en een vast deel. De Wherebrug ligt tussen de Wheermolenbrug en de Burgemeester D. Kooimanbrug. De brug is gebouwd toen de lijn dubbelsporig werd gemaakt omstreeks 1974 als vervanger van een draaibrug.

## Afbeeldingen

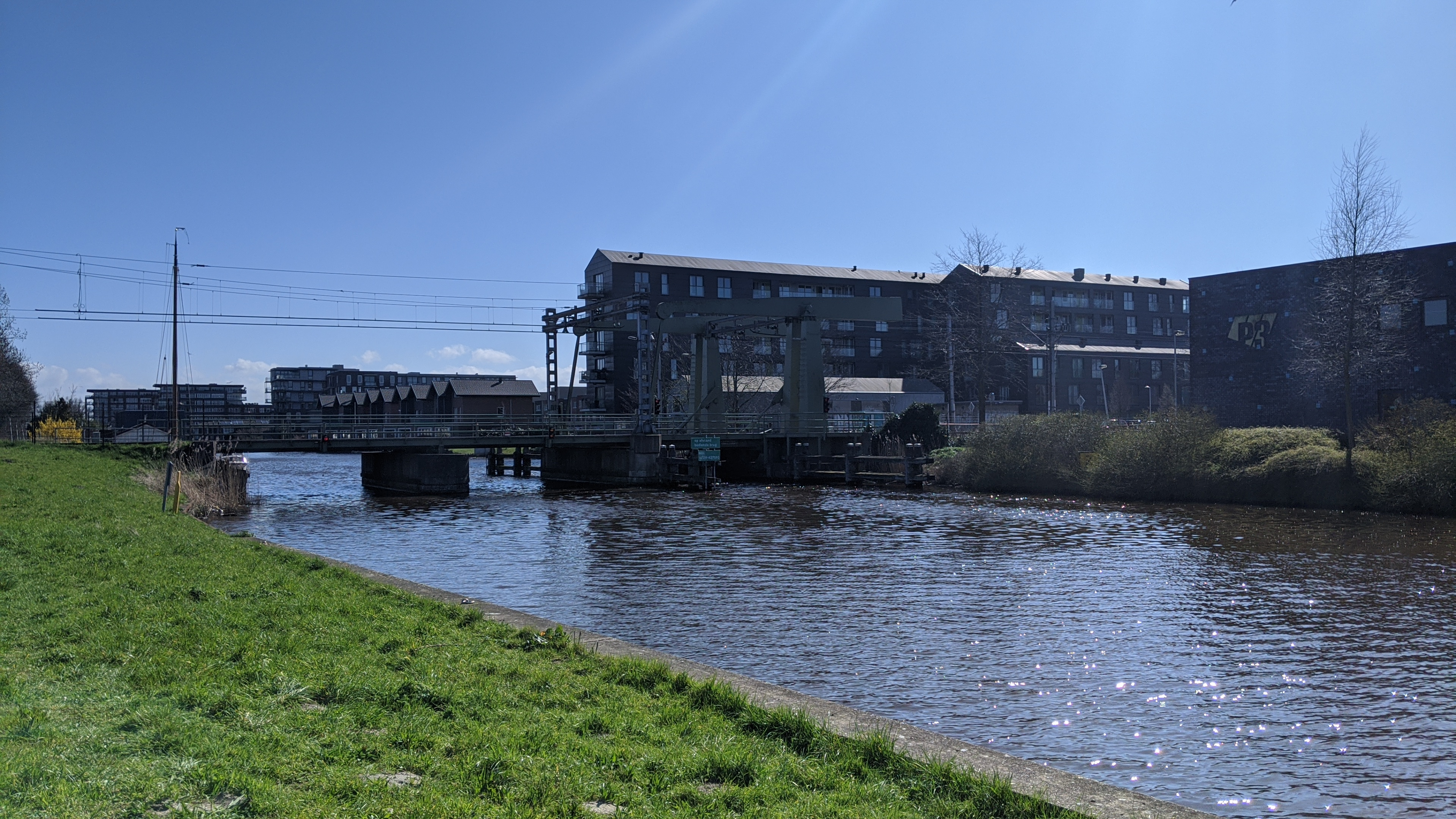
Links vast deel, rechts ophaalbrug
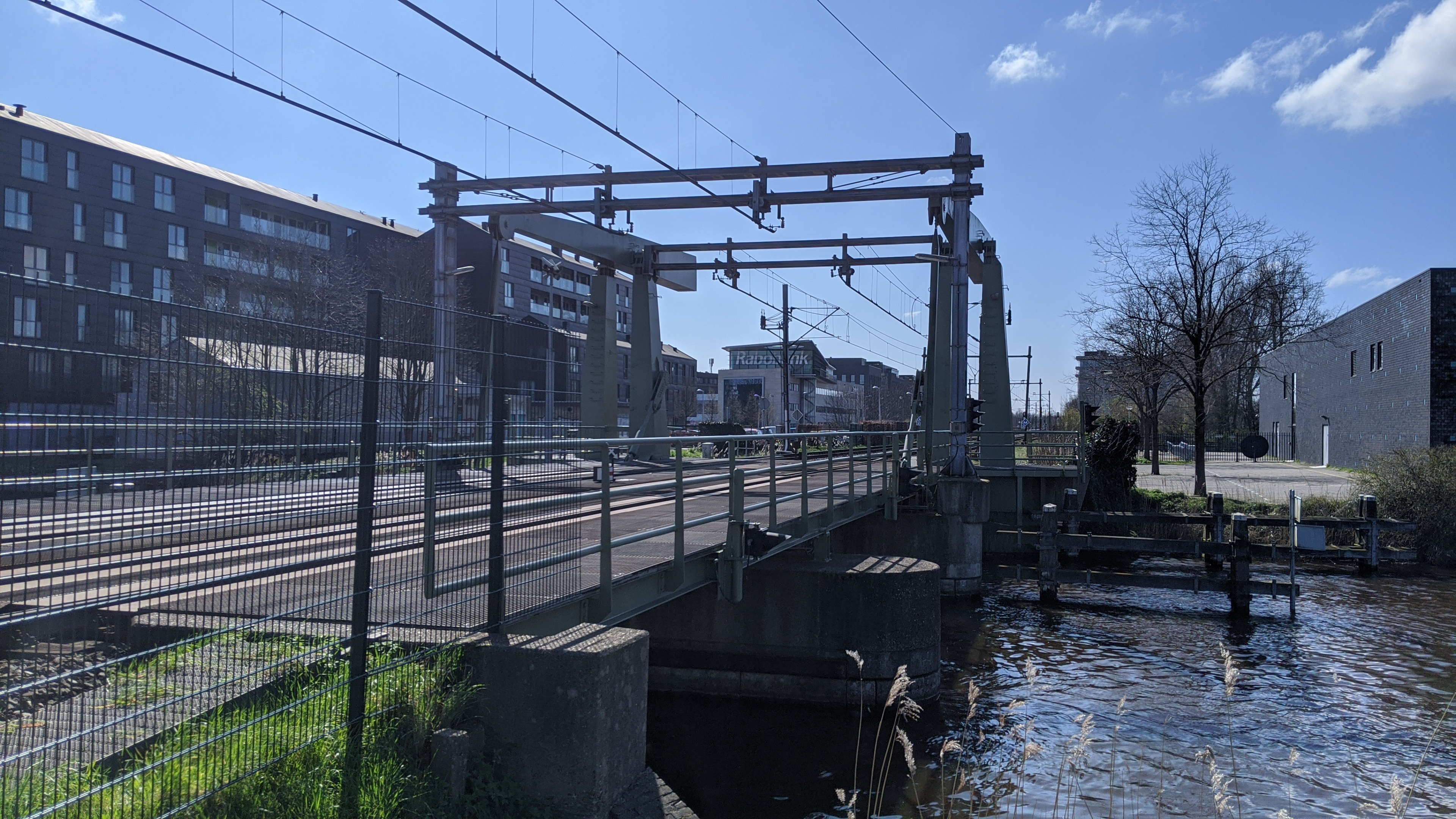
Dubbelsporig geëlektrificeerd
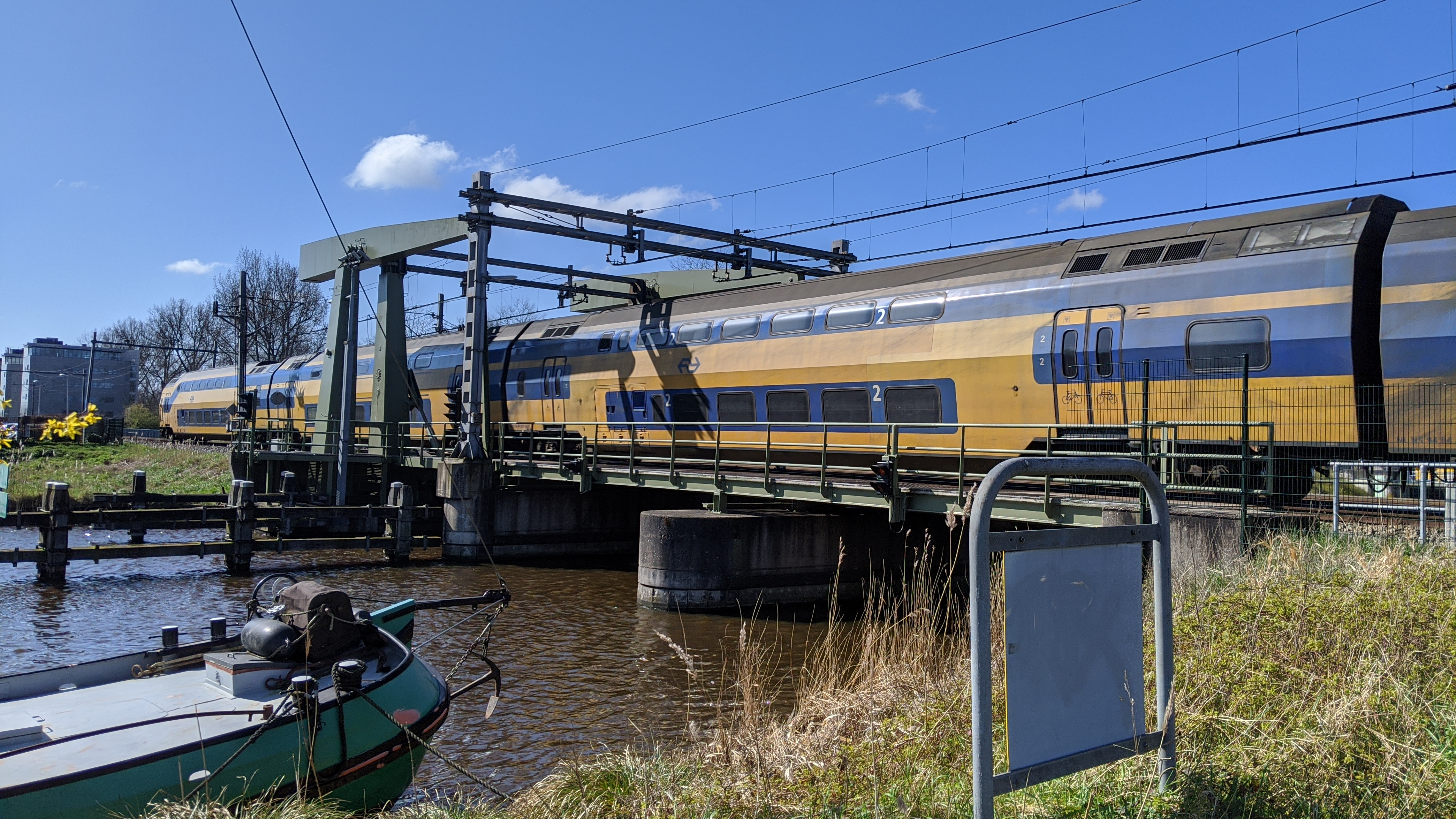
VIRM trein passeert